# Aparecida Futebol Clube
O Aparecida Futebol Clube é uma associação desportiva ligada ao futebol. O clube encontra-se sediado na freguesia de Torno, com sede na vila de Senhora Aparecida, no Município de Lousada.
Fundado em 1 de Maio de 1931, o Aparecida usa o Estádio Vila Mítica para todas as partidas efetuadas na condição de visitado.
O Aparecida é dos clubes mais antigos do concelho de Lousada. As cores verde e branco são as cores oficiais do clube. O Aparecida já participou em competições da AF Porto, na qual interrompeu a atividade sénior por um períodos de 4 anos (2009-2013), na qual restabeleceu a sua atividade seniores com a integração nas competições da AFA Lousada.
Depois de ter retomado a equipa sénior e ter participado nas competições da AFA Lousada, o Aparecida voltou aos "palcos grandes". A equipa participa na Divisão de Elite da Associação de Futebol do Porto.
O Aparecida dispõe ainda de uma secção de eSports, participando nas competições da FPF eSports desde 2018. O Aparecida dispõe ainda de uma ampla academia de formação de atletas desde os escalões de petizes até escalões principal de seniores. Conta com mais de 200 atletas inscritos na Associação de Futebol do Porto.

## Historial
| Época       | Divisão                       | Pos. | J  | V  | E | D  | G     | Pts | Taça Portugal   | Notas                 |
| ----------- | ----------------------------- | ---- | -- | -- | - | -- | ----- | --- | --------------- | --------------------- |
| 1977 - 1978 | AF Porto 3ª Divisão           | -    | -  | -  | - | -  | -     | -   | Não participou  | Promovidos            |
| 1990 - 1991 | ?                             | -    | -  | -  | - | -  | -     | -   | 2ª Eliminatória |                       |
| 2006 - 2007 | AF Porto 2ª Divisão - Série 2 | 12º  | 24 | 3  | 9 | 12 | 24-43 | 18  | Não participou  |                       |
| 2007 - 2008 | Não participou                | -    | -  | -  | - | -  | -     | -   | -               |                       |
| 2008 - 2009 | AF Porto 2ª Divisão - Série 2 | 5º   | 20 | 9  | 6 | 5  | 31-22 | 33  | Não participou  |                       |
| 2009 - 2010 | AF Porto 2ª Divisão - Série 2 | 7º   | 32 | 15 | 4 | 13 | 58-48 | 49  | Não participou  |                       |
| 2010 - 2013 | Não participou                | -    | -  | -  | - | -  | -     | -   | -               |                       |
| 2013 - 2014 | Liga AMC Invest - AF Lousada  | 4°   | 32 | 17 | 8 | 7  | 68-39 | 59  | Não participou  | -                     |
| 2014 - 2015 | AF Porto 2ª Divisão - Série 2 | 1°   | 34 | 27 | 3 | 4  | 68-24 | 84  | Não participou  | Promovidos e Campeões |
| 2015 - 2016 | AF Porto 1ª Divisão - Série 2 | 4°   | 30 | 15 | 6 | 9  | 41-44 | 51  | Não participou  | Promovidos            |

Chave: J = Nº de jogos disputados; V = Vitória; E = Empate; D = Derrota; G = Golos; Pts = Pontos

Nota: As competições Distritais em que o Aparecida FC encontrou-se envolvido estão todas ligadas à Associação de Futebol do Porto.

## Títulos
- Campeão Distrital - 3ª Divisão : 1977-1978
- 2ª Eliminatória da Taça de Portugal : 1990-1991
- Vencedor da Taça Extra : 2013-2014 (AFALousada)
- Campeão Distrital - 2ª Divisão : 2014-2015
- Campeão AF Porto Divisão Honra: 2023/24
- Vencedor da Taça da AF Porto: 2024/25

## Ligações Externas
- Taça da Liga